# Tatiana Iembàkhtova
Tatiana Iembàkhtova (rus: Татья́на Степа́новна Емба́хтова)  (17 de gener de 1956) va ser una jugadora d'hoquei sobre herba soviètica que va competir durant les dècades de 1970 i 1980.
El 1980 va prendre part en els Jocs Olímpics de Moscou, on guanyà la medalla de bronze en la competició d'hoquei sobre herba.